# Jászberény
Jászberény est une ville et une commune du comitat de Jász-Nagykun-Szolnok en Hongrie. Elle est considérée comme la capitale du pays jász (Jászság).

## Géographie
Jászberény est sur la rive droite de la rivière Zagyva, un affluent de la rivière Tisza. 
Jászberény se trouve à 79 kilomètres à l'est de Budapest.
Szolnok est situé à environ 45 kilomètres au sud-sud-est.

## Histoire
Des vestiges d'une colonie mésolithique attestent du peuplement très ancien de la région.
À l'âge du fer, le site était occupé par des Celtes, puis plus tard il le fut par des Sarmates et des Avars.
La légende dit qu'Attila s'installa un temps dans ce lieu, et que s'y trouve son tombeau.
En 1241, la ville eut à subir un raid de Tatars.
Au XIIIe siècle toujours, s'installent pacifiquement des Iasses. Ils seront christianisés au XVe siècle par des moines franciscains, qui fondent un monastère.
Au XVIe siècle, comme toute la Hongrie, la ville subit l'invasion Turque. Les Ottomans construisent un château, qui sera par la suite incendié et non rebâti.
En 1874 est fondé un musée, où se trouve une relique nationale : la Corne de Lehel.

## Population
| 1870   | 1880   | 1890   | 1900   | 1910   | 1920   |
| ------ | ------ | ------ | ------ | ------ | ------ |
| 19 090 | 20 294 | 22 911 | 25 227 | 27 293 | 30 738 |

| 1930   | 1941   | 1949   | 1960   | 1970   | 1980   |
| ------ | ------ | ------ | ------ | ------ | ------ |
| 28 350 | 28 838 | 27 528 | 30 324 | 29 764 | 31 402 |

| 1990   | 2001   | 2011   | 2013   | 2014   | 2017   |
| ------ | ------ | ------ | ------ | ------ | ------ |
| 29 461 | 28 203 | 27 087 | 26 809 | 26 622 | 26 360 |

| 2021   | 2022   | 2023   | 2024   | - | - |
| ------ | ------ | ------ | ------ | - | - |
| 26 540 | 26 516 | 26 058 | 25 844 | - | - |

## Transports
Jászberény est desservi par la route principale 31 et la route principale 32. 
Le fournisseur de services de transports publics longue distance et locaux est Volánbusz, qui assure des  liaisons directes vers Budapest, Eger, Kecskemét, Miskolc, Nagykáta, Szeged et Szolnok.

## Personnalités liées à la commune
- Albert Bertalan (1899 - 1957), un peintre hongrois et français, naît dans la commune.
- Déryné Róza Széppataki (1793-1872), cantatrice hongroise naît dans la commune.

## Jumelages
La ville de Jászberény est jumelée avec :
| Ville | Ville                   | Pays | Pays       |
| ----- | ----------------------- | ---- | ---------- |
|       | Conselve                |      | Italie     |
|       | Lunca de Sus            |      | Roumanie   |
|       | Sedalia                 |      | États-Unis |
|       | Sucha Beskidzka         |      | Pologne    |
|       | Sângeorgiu de Mureș (d) |      | Roumanie   |
|       | Tiatchiv                |      | Ukraine    |
|       | Topoľčany               |      | Slovaquie  |
|       | Vechta                  |      | Allemagne  |
|       | Yazd                    |      | Iran       |